# Puchar Świata Siłaczy 2005: Wexford
Puchar Świata Siłaczy 2005: Wexford – drugie w 2005 r. zawody
siłaczy z cyklu Pucharu Świata Siłaczy.
Data: 15 maja 2005 r.

Miejsce: Wexford  Irlandia
Konkurencje:
WYNIKI ZAWODÓW:
| Miejsce | Zawodnik        | Kraj              | Punkty |
| ------- | --------------- | ----------------- | ------ |
| 1.      | Antanas Abrutis | Litwa             | 58,5   |
| 2.      | Tarmo Mitt      | Estonia           | 53     |
| 3.      | Glenn Ross      | Irlandia Północna | 52     |
| 4.      | Raivis Vidzis   | Łotwa             | 50,5   |
| 5.      | Brian Irwin     | Irlandia Północna | 46,5   |
| 6.      | Ralf Ber        | Austria           | 37     |
| 7.      | Carl Waitoa     | Nowa Zelandia     | 36,5   |
| 8.      | Chad Coy        | Stany Zjednoczone | 35,5   |
| 9.      | Simon Flint     | Anglia            | 33     |
| 10.     | Franz Beil      | Niemcy            | 32,5   |
| 11.     | Dean Bolt       | Walia             | 13,5   |
| 12.     | Billy Little    | Szkocja           | 13,5   |